# یوگنی تاشکوف

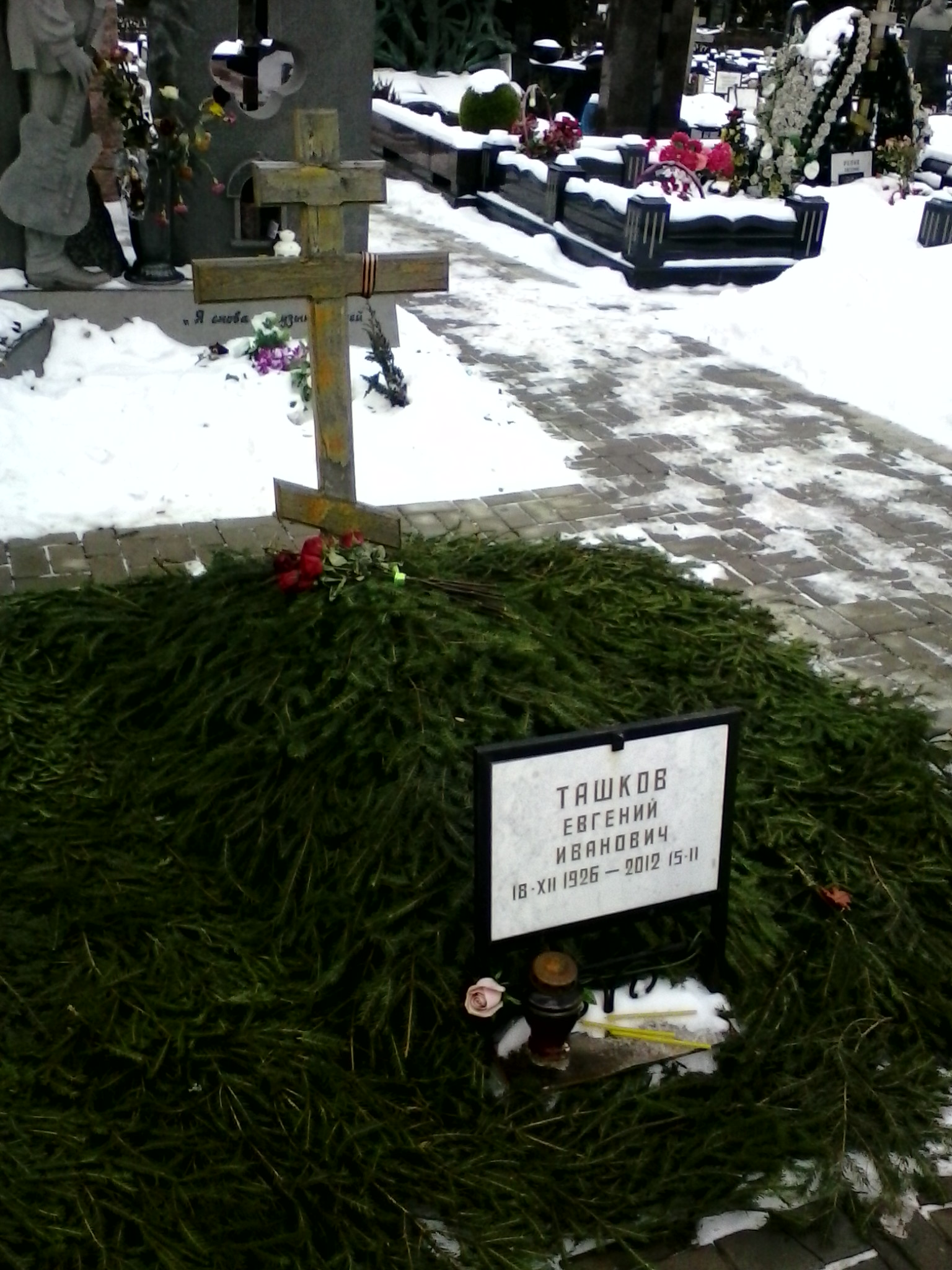
قبر بازیگر و کارگردان یوگنی تاشکوف در قبرستان تروکوروفسکی در مسکو

یوگنی تاشکوف (روسی: Евгений Иванович Ташков؛ ۱۸ دسامبر ۱۹۲۶ – ۱۵ فوریهٔ ۲۰۱۲) بازیگر، کارگردان فیلم، و فیلم‌نامه‌نویس اهل اتحاد جماهیر شوروی سوسیالیستی بود. از فیلم هایی که او کارگردانی کرده میتوان به تشنگی اشاره نمود.
وی همچنین برندهٔ جوایزی همچون جایزه دولتی برادران واسیلیف و هنرمند مردمی روسیه شده‌است.